# Aino Bunge
Aino Bunge, född den 11 maj 1975, är en svensk nationalekonom och jurist. Från 1 december 2022 är hon en av sex ekonomer i Sveriges riksbanks direktion med titeln vice riksbankschef.
Innan Aino Bunge tillträdde som vice riksbankschef har hon bland annat arbetat som vice VD och stabschef på AMF pension, samt som chef på Finansinspektionen och Finansdepartementet. Hon har utbildning från Uppsala Universitet och Harvard Law School. 